# Dolce stil novo

Le dolce stil novo [ˈdolt͡ʃe ˌstil ˈnɔːvo] (litt. « nouveau doux style »), connu aussi comme stil novo, est un courant littéraire italien majeur qui a pris naissance au XIIIe siècle et s'est poursuivi jusqu'au XIVe siècle. Les poètes de ce courant littéraire sont désignés par l'historiographie sous le terme stilnovisti.

## Origine de l'expression

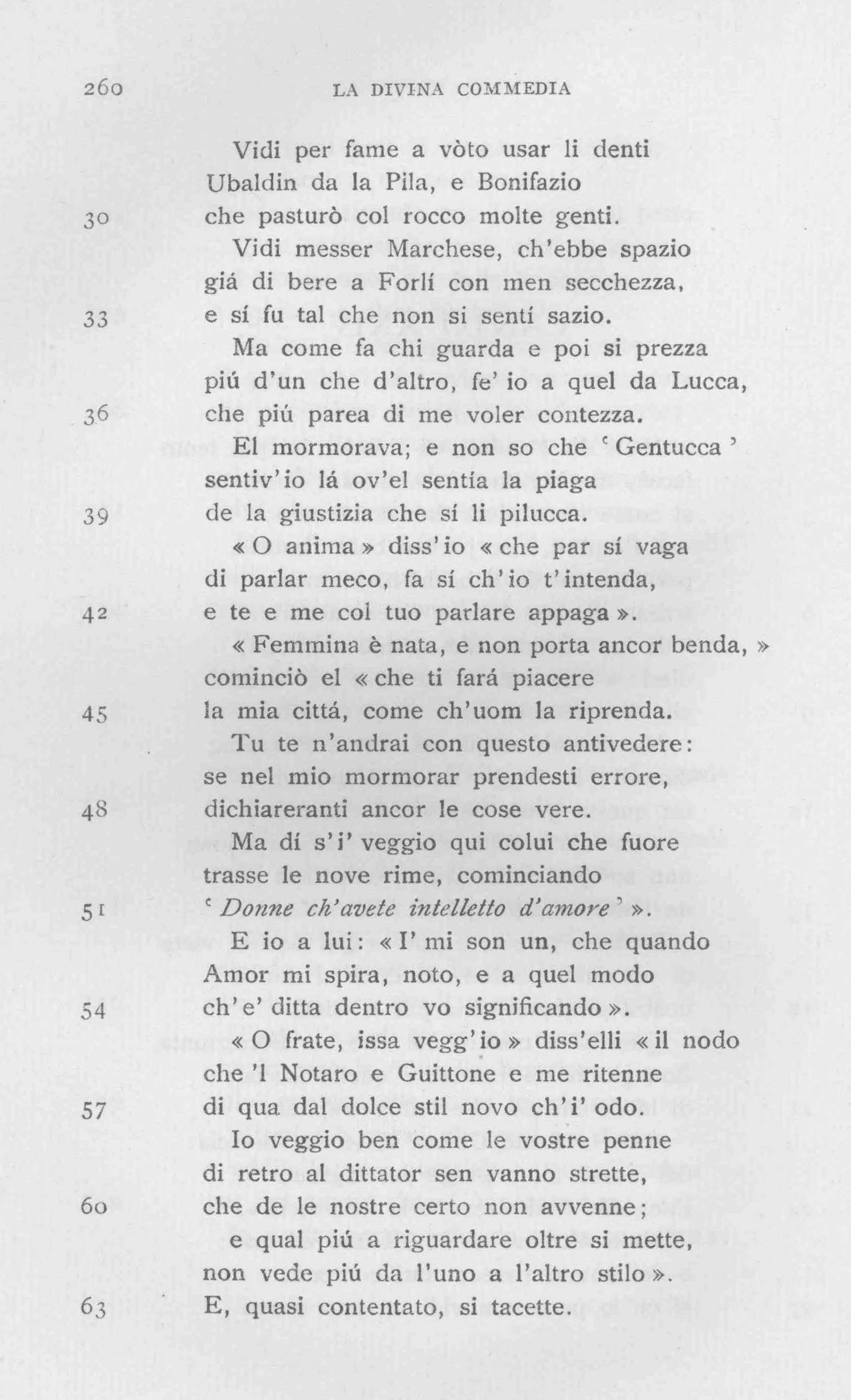
Le passage du Purgatoire où l'expression dolce stil novo apparaît pour la première fois.

L'expression dolce stil novo provient de la Divine comédie de Dante Alighieri, dans le chant XXIV du Purgatoire :
| E io a lui: "I'mi son un che, quando Amor mi spira, noto, e a quel modo ch'e' ditta dentro vo significando." "O frate, issa vegg'io", diss'elli, "il nodo che 'l Notaro e Guittone e me ritenne di qua dal dolce stil novo ch'i' odo!" | Et moi à lui : « Je suis homme qui note quand Amour me souffle, et comme il dicte au cœur, je vais signifiant. » « Ô frère, je vois à présent », dit-il, « le nœud qui retient le Notaire, et Guittone, et moi en deçà du doux style neuf que j’entends ! » |
| — Dante Alighieri, Purgatoire, chant XXIV, vers 52 à 57. | |

Dans ce passage, Dante affirme qu'il écrit comme l'amour dicte à son cœur. Le poète Bonagiunta Orbicciani de Lucques, héritier stylistique de Guittone d'Arezzo, lui répond en définissant la chanson Donne ch'avete intelletto d'amore de Dante avec l'expression dolce stil novo. Il distingue ce style de la production précédente, comme celle du « Notaire » Giacomo da Lentini, de Guittone et la sienne propre, par sa façon de pénétrer de manière simple et lumineuse, libre du « nœud » du formalisme stylistique excessif.

## Historique

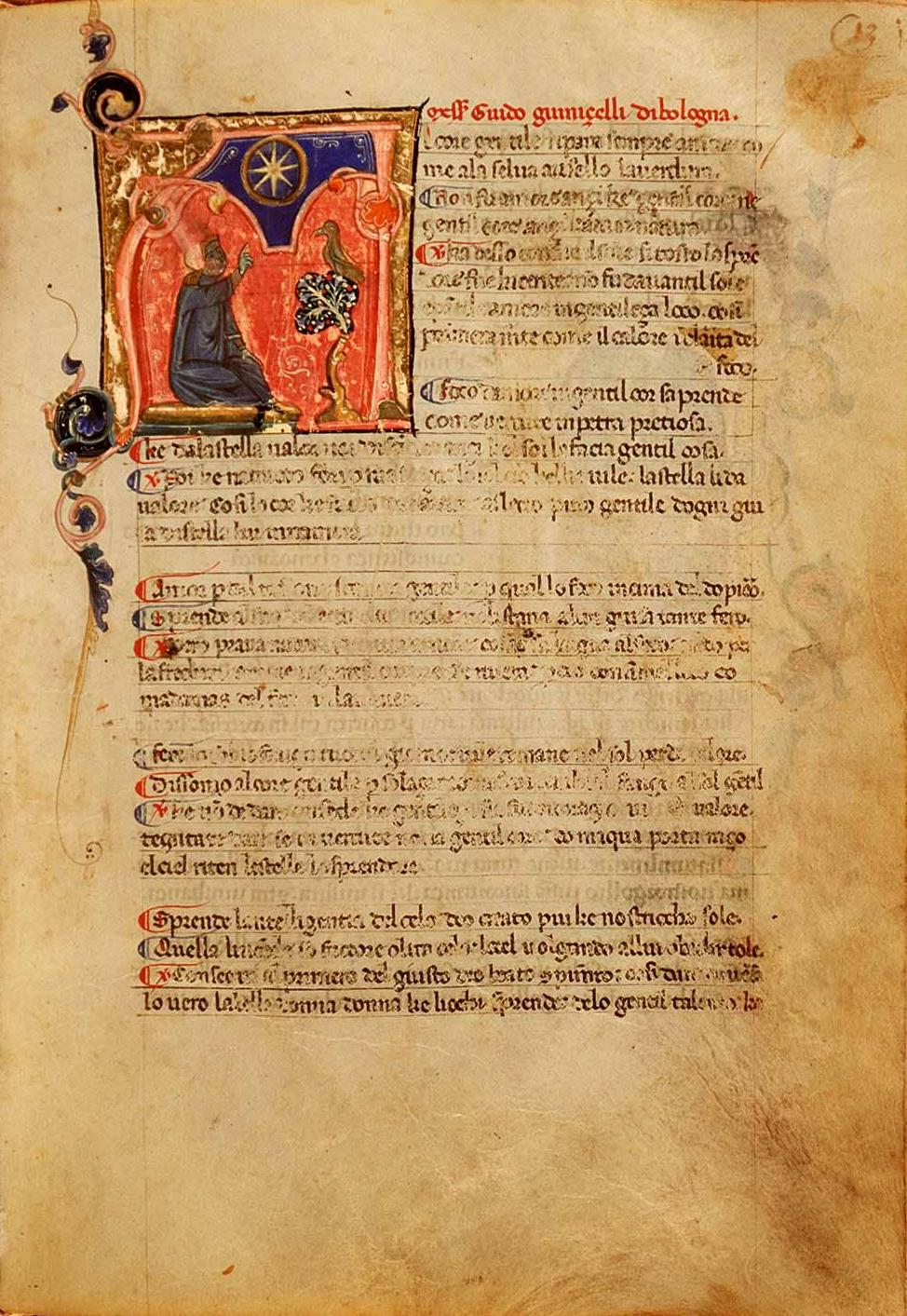
La chanson Al cor gentil rempaira sempre amore.

Le dolce stil novo naît à Bologne, puis se développe entre 1280 et 1310 essentiellement à Florence, ville d'origine de presque tous les participants au mouvement stylistique.
Ce nouveau courant littéraire est fortement influencé par la poésie en langue vernaculaire, en particulier sicilienne et toscane. C'est la critique moderne qui a ainsi nommé ce courant, se fondant sur des vers du célèbre poète et écrivain italien Dante Alighieri dans les 24e chant et 26e chant de son Purgatoire. Dans ce chant, Dante nomme le poète bolognais Guido Guinizzelli comme l'initiateur de ce style. Le mouvement se développe à partir de années 1280 et marque de son empreinte le début du XIVe siècle, à Bologne puis à Florence qui sont alors deux cités en pleine émulation culturelle (affirmation et diffusion d'une poésie vernaculaire propre) et politique (conflits géopolitiques entre l'autorité Papale et Impériale ainsi que l'affirmation de la démocratie communale). Le Dolce Stil Novo influencera durablement la poésie italienne ultérieure, en particulier celle de Pétrarque, notamment son œuvre maîtresse le Canzoniere (le "Chansonnier") dont le titre latin original est Rerum Vulgarium Fragmenta (Fragments composés en vernaculaire).
Le mouvement cultive dans les vernaculaires toscans une expression raffinée et « noble » des principaux leitmotiv littéraires hérités de la poésie des Troubadours occitans bien implantée depuis plus d'un siècle dans le Nord de la péninsule. Toutefois, les poètes du Dolce Stil Novo se distinguent progressivement de leurs prédécesseurs italiens, parfois de manière polémique comme à l'égard de Guittone d'Arezzo (1235-1294) et de Bonagiunta d'Orbicciani da Lucca (1242-1257), chefs de file de la jeune poésie vernaculaire toscane courtoise (les "siculo-toscani" qui se distinguent des "provenzali" du Nord de l'Italie)  issue de l'influence de l'école dite "sicilienne" d'origine impériale et aristocratique qui a vu le jour vers les années 1230-1250 autour de la personne de l'empereur Frédéric II d' Hohenstaufen (1194-1250). Cette dernière est la première véritable tradition poétique italienne qui a réussi son implantation culturelle dans les régions du centre de l'Italie avec un succès notable en Toscane, influençant les jeunes intellectuels de la bourgeoisie communale des cités-États œuvrant à la floraison d'une nouvelle culture laïque, civile, philosophique et littéraire. Génération à laquelle appartiennent les poètes du Dolce Stil Novo: Guido Guinizzelli (1240-1276), Guido Cavalcanti (1258-1300), Dante Alighieri (1265-1321), Cino da Pistoia (1270-1336), Lapo Gianni, Gianni Alfani, et Dino Frescobaldi. 
Le manifeste de ce nouveau courant poétique est la canzone de Guido Guinizzelli de la seconde moitié du XIIIe siècle intitulée Al cor gentil rempaira sempre amore (it). Il y explique les caractéristiques de la femme qui serviront ensuite de pivots aux poètes du mouvement.  La figure féminine évolue vers une « femme-ange », intermédiaire entre l'homme et Dieu, capable de sublimer le désir masculin à condition de posséder un cœur aimable et pur. Amour et noblesse d'âme finissent ainsi par s'identifier totalement. Cette théorie est soutenue dans le poème par de nombreux syllogismes.
Le dolce stil novo poursuit le courant littéraire de l'amour courtois en le modifiant. Au contraire de ce courant, le dolce stil novo introduit des références philosophiques, morales et religieuses dans les textes.
Des auteurs contemporains se plaignent de l'obscurité et de la subtilité des poésies du dolce stil novo, ainsi Bonagiunta Orbicciani dans un sonnet adressé à Guido Guinizzelli, Voi che avete mutata la mainera (« Vous qui avez changé la manière »). Selon lui, un tel registre poétique ne peut solliciter ni intérêt ni adhésion dans le monde toscan. Il critique le mouvement pour avoir uni la philosophie à la poésie.
Guido Guinizzelli répond à Bonagiunta Orbicciani dans le sonnet Omo che è saggio non corre leggero (« L'homme sage ne court pas léger »), dans lequel il rappelle la vanité de jugements exprimés sans réflexion adéquate et connaissance du thème traité. De plus, comme les talents naturels sont différents de personne en personne par volonté divine, il est légitime qu'il y ait différentes façons de produire de la poésie.
Cino da Pistoia, ami de Dante et mort en 1337, est souvent considéré comme le dernier des stilnovistes.

## Auteurs
Les poètes du dolce stil novo considèrent Guido Guinizzelli, de Bologne, comme le précurseur du mouvement. Avec sa chanson Al cor gentile rempaira sempre amore, il jette les bases d'une nouvelle poésie, considérant que la valeur d'un individu provient de sa noblesse de cœur, et non de son lignage. C'est lui qui, le premier, mêlera l'image de la femme aimée à celle d'un ange.
Les principaux auteurs de ce courant littéraire sont pour la plupart toscans : Dante Alighieri, Guido Cavalcanti, Lapo Gianni (it), Gianni Alfani, Cino de' Sigilbuldi da Pistoia et Dino Frescobaldi. Parmi ceux-ci, Dante et Cavalcanti sont ceux qui ont le plus contribué. Cino da Pistoia a joué l'important rôle de médiateur entre le dolce stil novo et les débuts de l'humanisme, dans la mesure où l'on note dans ses poésies un centrage sur l'Homme.
Ces poètes appartiennent à un cercle restreint d'intellectuels, qui se voyaient comme une aristocratie, non de sang, de culture ou spirituelle, mais de « noblesse d'âme ». Tous sont des érudits issus de la bourgeoisie universitaire. La poésie du dolce stil novo est l'expression de la culture de l'ancienne noblesse et de la bourgeoisie riche (marchands, juges, notaires, maîtres de rhétorique, de grammaire et de droit), c'est-à-dire des couches sociales les plus élevées. Ils se sentent une noblesse spirituelle d'âme et d'esprit conquise par l'expérience, la vie, la méditation et la doctrine.
Le public auquel ces poètes s'adressent est un petit cercle d'élus, capables de comprendre leurs productions. L'enseignement de la rhétorique, de fait, ne suffit plus à comprendre pleinement cette poésie. Ils pensent que pour produire des poèmes d'amour, il est nécessaire de posséder des connaissances scientifiques et théologiques que leurs prédécesseurs n'avaient pas forcément.
À partir du XIVe siècle, d'autres poètes, imitateurs de Dante, peuvent être rattachés à ce courant, il s'agit de Fazio degli Uberti (1305? - après 1367), Francesco da Barberino (1264-1348) et Giovanni Quirini.

## Les thèmes
Les principaux thèmes abordés sont l'amour (Amore) et la courtoisie (gentilezza). À l'instar des troubadours occitans et des "siculo-toscani" (Guittone d'Arezzo; Bonagiunta Orbicciani da Lucca; Chiaro Davanzati) le poème est centré particulièrement sur la souffrance de l'amant pour sa "donna", il célèbre également les dons spirituels de l'aimée, mais ce de manière si répétitive et codifiée que ce thème devient un genre autonome constituant à lui seul l'ensemble du corpus lyrique du poète. L'adoration de l'image de la femme aimée, de sa beauté physique, spirituelle et de sa vertu est également davantage formalisée et répétitive au regard de la poésie courtoise antérieure. La femme, idéal de la poétique courtoise, est elle-même évoquée comme étant presque exclusivement de nature divine. Toutefois celle-ci est bien une présence physique même si elle se retrouve comme épurée au même titre que la langue. Sa présence demeure diffuse dans le poème et toute présence corporelle de l'aimée est savamment évincée par les figures de style et les métaphores venant souligner la puissance d'Amour et ses effets spirituels et physiques dans le corps et l'esprit de l'amant épris. La "donna" des poètes stilnovistes dépasse formellement le traditionnel descriptivisme topique de la littérature courtoise occitanienne et française antérieure, d'une noble et jeune châtelaine; elle devient anonyme et citadine tout en conservant sa supériorité ontologique, une sorte d'ange ("donna-angelo" selon l'heureuse formule de Guido Guinizzelli), un « pont vers Dieu » dont la beauté humainement divine conduit le poète à plonger dans une introspection profondément transcendantale mais toujours lumineusement immanente. 
Les auteurs du dolce stil novo décrivent souvent l'amour comme étant à la fois à l'origine du salut de l'homme, mais aussi la cause d'une forte inquiétude sentimentale. Le genre affirme un nouveau concept d'amour impossible, qui prend ses racines dans la tradition culturelle et littéraire des troubadours et de la Sicile. Il introduit également un concept de femme angélique, qui ennoblit l'âme de l'homme et la sublime. C'est un amour absolu que l'on ne peut identifier qu'à la pureté de Dieu. C'est l'objet d'un amour platonique et inactif. Il n'y a pas de véritable acte de conquête de la femme et elle n'est même pas courtisée. Parler d'elle n'est que pure élévation et ennoblissement de l'esprit, un éloge pur et une contemplation descriptive et visuelle qui permet au poète de conserver une inspiration intacte et puissante, dirigée vers un objet volontairement cristallisé et jamais atteignable.
La façon qu'a le poète du dolce stil novo d'envisager l'amour et sa transcendance est profondément liée à la nature élitiste et restreinte du cercle des poètes du mouvement, ainsi qu'à leurs études philosophiques. Pour autant, l'amour reste multiforme. Il peut être ennoblissant, angoissant ou hébétant, ou être porté par le thème du regard libérateur et salvateur de la « femme-ange » : quand Guido Guinizzelli imagine, dans sa canzone Al cor gentil rempaira sempre amore, que Dieu lui demande pourquoi il donne à une femme l'amour qui Lui est dû ainsi qu'à la Madone, il se justifie en invoquant l'aspect angélique de la bien-aimée.
C'est principalement à partir de l'expérience de Guido Guinizzelli que se mettent en place les métaphores entre la figure de la femme et celle d'un messager céleste. Avec le personnage de Beatrice, l'identité métaphysique de la femme s'affirme encore plus. À cette vision spirituelle de l'amour ne sont pas étrangères les influences philosophiques et religieuses de la scolastique médiévale : la pensée de Thomas d'Aquin, le mysticisme de Bonaventure de Bagnoregio, ainsi que les réflexions d'Aristote lues à travers l'interprétation médiévale du philosophe arabe Averroès (la doctrine de Guido Cavalcanti sur les spiritelli a pour matrice Averroès). Dans la philosophie aristotélicienne et le thomisme, toute réalité est la réalisation d'une potentialité. Ce principe est appliqué par les tenants du dolce stil novo : au moment où le poète tombe amoureux, la noblesse présente en puissance dans son cœur se réalise.

## Le style
Les stilnovisti détachent la langue italienne parlé de la rue ("non curialia sed municipalia" / (langue) "municipale et jamais de caractère courtoise" selon Dante, De Volgari Eloquentia, I, xiii) pour une poésie formellement plus recherchée et précieuse. En comparaison des tendances précédentes, comme l'école de Guittone d'Arezzo, la poésie du dolce stil novo est plus raffinée, fluide et limpide. À l'instar des poètes précédents, les métaphores et les symboles sont utilisés régulièrement, ainsi que le double sens des mots mais toujours dans un réel effort d'harmonisation équilibrée de laquelle se dégage une plénitude verbale chargée de la tension des passions érotiques et psychologiques sublimées, résultat inédit au regard de la poésie vernaculaire antérieur. 
La nouveauté fondamentale de l'expérience poétique du dolce stil novo réside dans la contestation de la poésie ancienne, dans l'affirmation d'une nouvelle conception de l'amour, mais aussi dans un nouveau style.
Le canon de Guittone d'Arezzo consistait en un trobar clus (art des troubadours âpre, dur et obscur) raffiné et difficile, caractérisé par l'obscurité et des expérimentations stylistiques ardues. Le dolce stil novo renouvelle le concept de trobar leu (it), une poésie plus légère et fluide aux rimes douces et plates, un vers chantant.

## Postérité
Dans la préface de son anthologie bilingue consacrée aux poètes italiens médiévaux, l'historien et critique suisse Henry Spitzmuller souligne l'importance culturelle de ce courant poétique pour le développement ultérieur de la littérature non seulement italienne mais aussi européenne: « […] Par l'étendue et la durée de son influence, c'est l'un des mouvements poétiques [le ''Dolce Stil novo''] les plus importants de l'histoire littéraire de tous les temps et de tous les pays.. ».
Le genre dolce stil novo est fondateur de la littérature italienne pour deux raisons majeures : c'est le premier véritable courant littéraire de grande ampleur en Italie, et il a beaucoup contribué à donner ses lettres de noblesse au toscan qui n'est encore, au XIIIe siècle, qu'un dialecte de la péninsule italienne parmi d'autres, mais qui va par la suite devenir la langue nationale de tout le pays : l'italien.